# Yayoflautas
El término yayoflautas designa al colectivo español que abarca a los manifestantes jubilados en defensa de las pensiones públicas y el Estado del bienestar.

## Desarrollo
A raíz de la crisis económica que azotó España desde 2008, hubo un importante movimiento social e intergeneracional de «indignados» que se materializó en las protestas del 15M en la Puerta del Sol de Madrid.

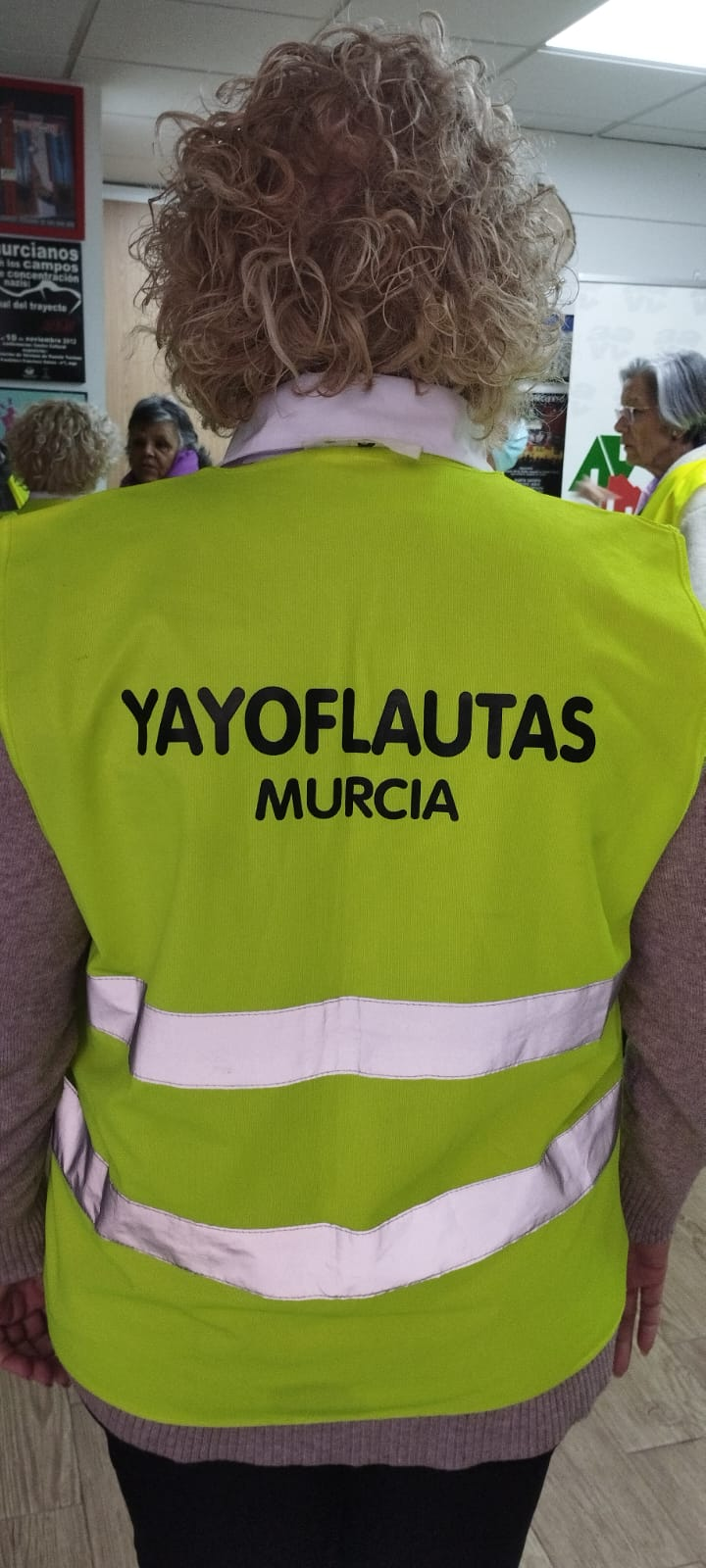
Una Yayoflauta

Acompañando a los jóvenes y sumando su indignación por los recortes del estado del bienestar, los desahucios, la estafa de las preferentes y la progresiva pérdida adquisitiva de las pensiones, una gran concentración de personas mayores se manifestó también en la Puerta del Sol. Fue un intento de la entonces presidenta de la Comunidad de Madrid, Esperanza Aguirre, de denigrarlos llamándoles “perroflautas” lo que se convirtió, orgullosamente y dentro del mundo de los jubilados, en “yayoflautas”.
El término surge en Barcelona y se extiende por la Comunidad Valenciana, por ser “los iaios” el apelativo cariñoso para denominar a los abuelos. Según integrantes del movimiento de Madrid “somos la versión mayor de los perroflautas y estamos orgullosos”. 
El neologismo, que había nacido en 2011, empezó a extenderse a partir de 2012 con reivindicaciones públicas defendiendo sus derechos.

## Movilizaciones
El movimiento que había arrancado de manera desorganizada y a nivel local, en paralelo al 15-M, tras varios intentos de unificación, se unió en septiembre de 2016 a nivel estatal a través de la Coordinadora Estatal por la Defensa del Sistema Público de Pensiones (COESPE), un fenómeno de masas.
La COESPE surge tras varias reuniones de la asociación Jubiqué en la calle Montera cuajando en la plataforma estatal en septiembre de 2016, a la que se suman:  la Asociación Nacional Plataforma Garanticemos las Pensiones, Yayoflautas, Marea Pensionista, Modepen en Galicia, Jubilación sin Penalizar, Afectados por las Preferentes, Marea Ciudadana de Madrid, Marea de Mareas de Cataluña…  
Independientes políticamente, y sin conexión con los sindicatos, esta coordinadora sorprendió a la sociedad española y a los medios de comunicación con manifestaciones en más de 80 localidades y centenares de miles de personas durante los primeros meses de 2018.  Sus portavoces están dispersos por la geografía española. La mayoría son de izquierdas  y no están afiliados a ningún  partido.
Su desconexión del movimiento sindical se debe a la falta de operatividad de las plataformas de pensionistas ligadas a CCOO o UGT. Critican que la política de las pensiones esté ligada a los Pactos de Toledo (en los que también interviene la patronal, además del gobierno de turno); y que la connivencia sindical haya sido el punto de partida para promover los planes de pensiones o retrasar la edad de jubilación.
Aun así la convivencia entre las movilizaciones sindicales y las de la Coordinadora coexisten.  En diciembre de 2016 la coordinadora estatal consiguió llenar la calle Atocha de la capital. En octubre de 2017 las centrales protagonizaron la Marcha de las Pensiones Dignas, con miles de personas desfilando por Madrid; pero la protesta fue eclipsada  por el desafío independentista catalán y el referéndum de independencia del 1 de octubre. Después vinieron las manifestaciones del 22 de febrero, con imágenes espectaculares de Bilbao o Sevilla y con jubilados rompiendo el cordón policial del Congreso de los Diputados.

## Composición del movimiento
En estas manifestaciones había dos perfiles reconocibles: por un lado, los que ya pertenecían a movimientos sociales de protesta (asociacionismo de los años 1970 y 1980); y por otro, los que han empezado recientemente.

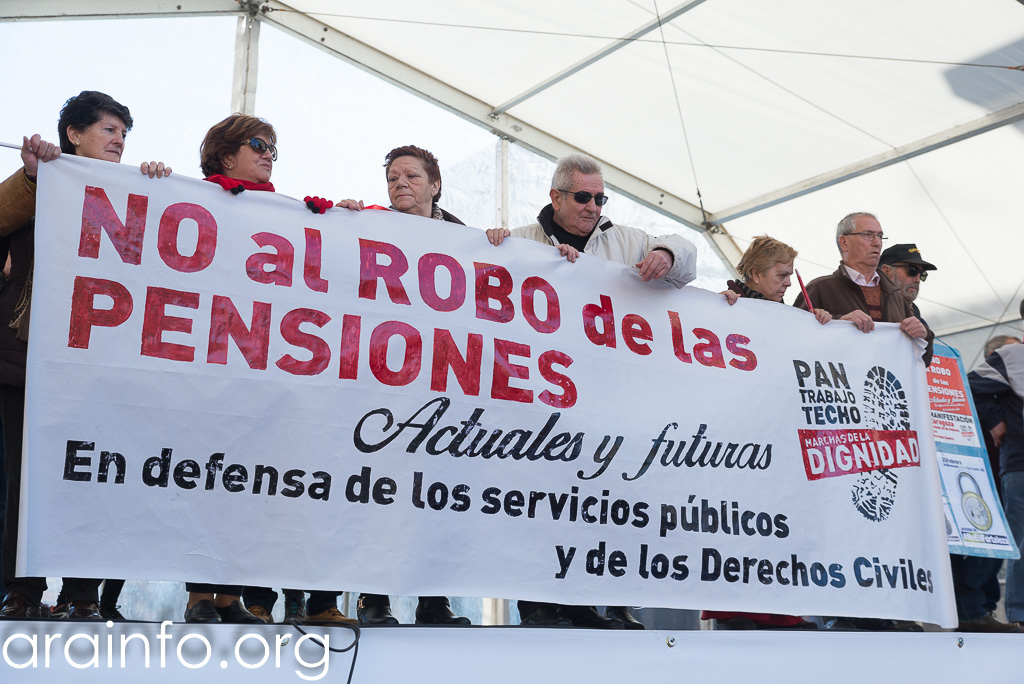
Manifestación en defensa de las pensiones. Zaragoza

Protestaban contra la pérdida de poder adquisitivo de las pensiones, que solo habían subido un 0,25%, frente al 1,2% de incremento del IPC a final de año[¿cuándo?] y la inquietud por el futuro de las mismas ante el progresivo envejecimiento de la población y la futura reducción de las cotizaciones por ser menor la franja de trabajadores en activo cotizando.
En España, la explosión demográfica del baby boom fue más tardía que en otros países occidentales y el grupo mayoritario de población (nacidos entre 1960 y 1980) que en la actualidad se encuentra en plena actividad laboral tendrá auténticos problemas para cobrar su pensión de jubilación, al reducirse drásticamente el número de personas que cotizará en el futuro.
Ante las movilizaciones y las declaraciones de los yayoflautas, hay economistas que indican la necesidad de que las próximas generaciones de jubilados, los que ahora están en activo, vayan complementando sus futuras pensiones.

## En la cultura

### Documental
- No estamos solos, dirigido por Pere Joan Ventura y producido por El Gran Wyoming y Pere Portabella.[6]

### Libro
- El Gran Wyoming. No estamos solos. (2014). Editorial Planeta.ISBN 978-84-08-13155-7